# Louis Barbotin
Pour les articles homonymes, voir Louis Barbotin (architecte) et Barbotin (homonymie).
Louis Barbotin, né le 15 novembre 1762 à Fontenay-le-Comte, et mort le 29 janvier 1848 au Tallud, est un prêtre catholique français, aumônier de l'Armée catholique et royale lors de la Guerre de Vendée.

## Biographie
Louis Barbotin naît le 15 novembre 1762 à Fontenay-le-Comte. Son père est tailleur de pierre. Il est ordonné prêtre à Nantes le 19 décembre 1789, et devient vicaire à Saint-Georges-des-Gardes.

### Guerre de Vendée
Il refuse la Constitution civile du clergé et devient alors prêtre insermenté. De ce fait, il est dénoncé et se réfugie à Nuaillé pour continuer à exercer le culte. Le 14 mars 1793, il se met au service de Jacques Cathelineau et devient aumônier de l'Armée catholique et royale avant de partir servir Jean-Nicolas Stofflet.
Il accompagne l'Armée catholique et royale de Vendée à la bataille de Cholet où il chante un Te Deum pour célébrer la victoire. À la bataille de Coron le 11 avril, il bénit l'armée vendéenne puis assiste les blessés et soldats des deux camps après la bataille. On le retrouve à célébrer des messes à Vihiers, Chemillé et Chalonnes-sur-Loire.
Selon Jean-Clément Martin, l'abbé Barbotin fait partie des quelques rares prêtres réfractaires à s'engager activement dans la contre-révolution : « Il est présent aux combats de l'armée d'Anjou. Sa présence, pour le moins, parait acquise lors d'un massacre de prisonniers. En 1813, il se vantera publiquement d'avoir tué beaucoup de patriotes ».
L'ordre est donné aux troupes républicaines de s'emparer de lui, « à quelque prix que ce soit, de ruse ou de force ». Stofflet menace de le fusiller car Louis Barbotin se permet de vivement le reprendre à chaque juron païen. À mesure que l'influence de l'abbé Bernier grandit, la sienne finit par diminuer.

### Fuite, condamnation et exil
À la suite du désastre de la seconde bataille de Cholet, il traverse la Loire avec l'armée vendéenne et entame la Virée de Galerne. Il s'enfuit lors de la déroute de la bataille du Mans. Il retourne en 1794 à Saint-Georges-des-Gardes, où il se met à exercer en cachette. Le gouvernement le considère comme un « prêtre sanguinaire qui organisa la rébellion » et est déclaré « ennemi de la Révolution et du Gouvernement républicain ». Lors du Coup d'État du 18 fructidor an V, il continue à se cacher, et est condamné le 13 novembre 1797 à la déportation. Il se réfugie dans une ferme à Yzernay et y demeure jusqu'en 1800. À la demande insistante de certains de ces paroissiens, il retourne à Saint-Georges-des-Gardes, mais ses déclarations royalistes rendent sa présence indésirable pour les patriotes républicains.
Au printemps 1801, il est nommé à Vezins, mais il continue ses déclarations contre le gouvernement. Hostile au Concordat, il manifeste son désaccord en faisant chanter le Te Deum au lieu du Domine, Salvam fac Rem Publicam. Il est dénoncé, arrêté et exilé à Turin en 1802. Il y passe quatre ans.

### Retour en France
Par le truchement d'un ami, l'évêque de Poitiers Dominique Dufour de Pradt le nomme à son service. Il est nommé à Chanteloup, puis à Fenioux. Il arrive en 1818 à Allonne, il entre en conflit avec les libéraux qui lui reprochent son soutien à la royauté.
Quand Louis-Philippe arrive au pouvoir, il se range aux côtés de Charles X à travers des sermons fort virulents. L'adjoint au maire, Célestin Renaudon, dénonce en 1831 ses prises de position et l'aumônier est appréhendé par les soldats avant d'être enfermé à Parthenay. Alphonse Garnier, procureur du roi, interviendra en sa faveur et obtiendra sa libération,,.
À la suite de cette expérience malheureuse, il décide de démissionner en 1831 et se retire auprès de l'abbé Barreau, curé du Tallud. L'abbé Barbotin décédera le 29 janvier 1848 à proximité de Parthenay, dans le presbytère du Tallud.